# Таблички предків
Таблички предків, меморіальні таблички або таблички духів — це таблички для позначення місця перебування божества чи предка. Вони є традиційними ритуальними об’єктами, які походять з традиційної китайської культури. Зазвичай їх можна побачити у храмах, святилищах і домашніх вівтарях. На табличку наноситься ім'я божества або предка. Меморіальні таблички є звичайним явищем у багатьох країнах Східної Азії, де практикуються форми шанування предків.

## Загальне використання
На табличках предків зазначаються імена божеств або предків: загальні, конкретного родича чи всього сімейного дерева. Святині, як правило, знаходяться в домівках чи поруч з ними (для домашніх богів і предків), у храмах окремих божеств або в святилищах засновників клану та конкретних предків. Зазвичай у кожному типі ритуальних місць є певна відведена локаціядля розташування табличок. Табличка є ніби метафоричною фігурою певного божества або предка. Перед ними зазвичай запалюють ароматичні палички чи інші пахощі, використовуючи жаровні чи підставки для благовоній. Іноді біля табличок кладуть фрукти, чай, тістечка й іншу їжу як жертвопреношення духу чи божеству.
У своїй найпростішій формі таблички предків можуть бути просто аркушем червоного паперу зі вертикально написаними рядками тексту (на материковому Китаї та в  Гонконзі). Існують і більш складні форми: це можуть бути окремі невеликі святилища з кахлів, дерева, металу чи іншого матеріалу; статуї та супутні об'єкти з текстом; невеликі плакати з пахощами тощо. наприклад, типова табличка для Тудогун (як можна побачити в Гуандуні, Китай), створена з обпалених кахлів, на яких міститься основний текст (кит.: 門口土地財神), оточений двома додатковими фразами, які читаються як "户纳千祥，门迎百福;戶納千祥，門迎百福", що приблизно можна перекласти як «Нехай мій дім вітає багато благословень, нехай мої двері вітають сотні благословень».
У даосизмі меморіальні таблички часто використовують для вшанування пам'яті предків. Іноді їх розташовують перед або під статуями божеств.
У буддизмі таблички відомі як «сидіння лотоса» (кит.: 蓮位) для мертвих і «сидіння процвітання» (кит.: 祿位) для живих. Вони використовуються для предків, а також для блукаючих духів, демонів, голодних привидів і живих людей (за вічним або тимчасовим благословенням жертводавця). Тимчасові таблички у формі паперу є звичайним явищем на фестивалях дхарми Цінмін і Улламбана, які масово спалюють під час кульмінації цих свят.
У японському буддизмі таблички використовуються в похоронних обрядах і зберігаються в домашніх буцуданах. Таблички також часто зустрічаються в японських храмах.
У корейській культурі духовні таблетки мають велике значення в традиціях, що називаються д'есо, оскільки вони є центральними елементами харчових пожертвований і представляють духовну присутність померлого.

## Галерея

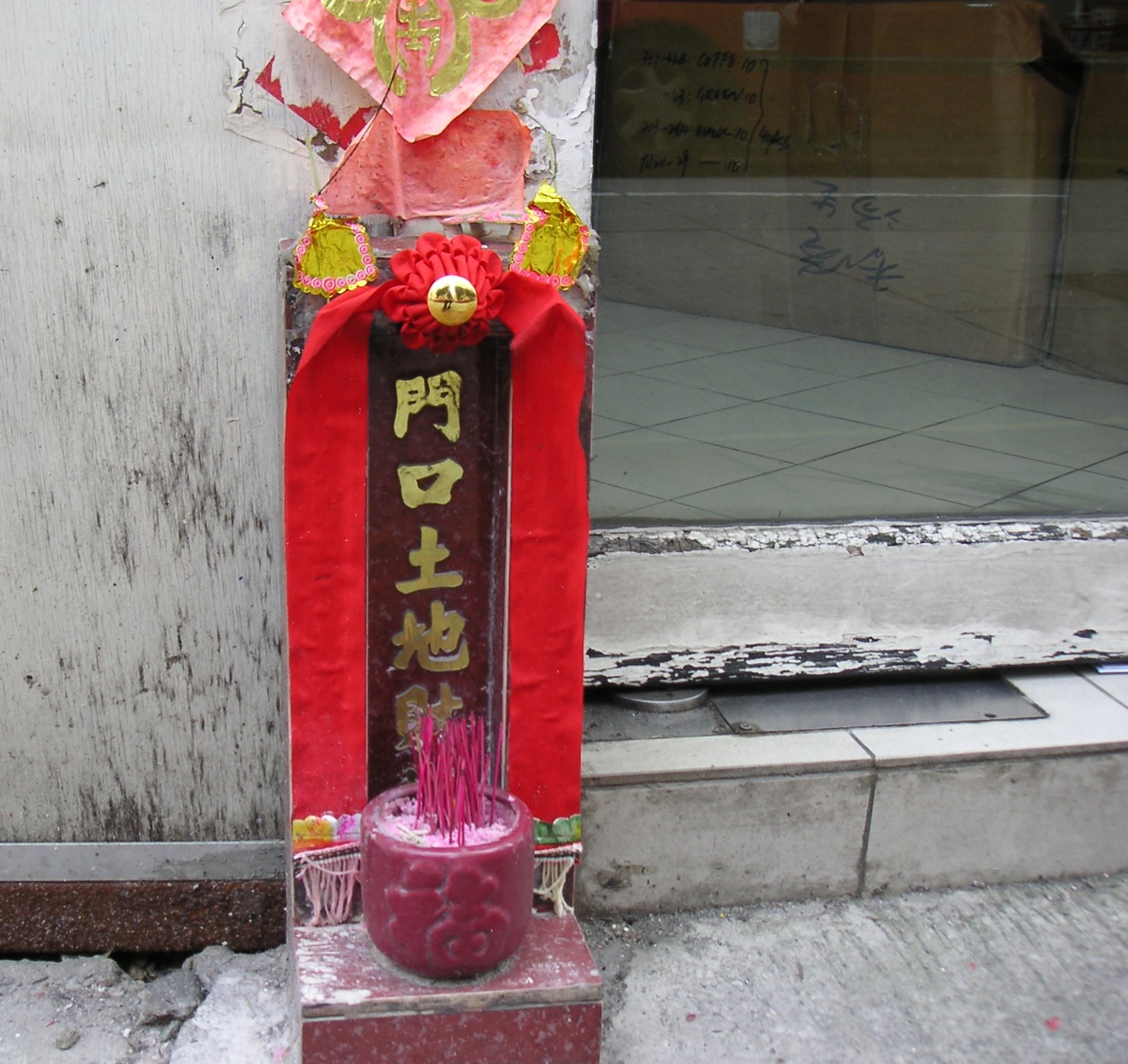
Табличка духів уГонконзі
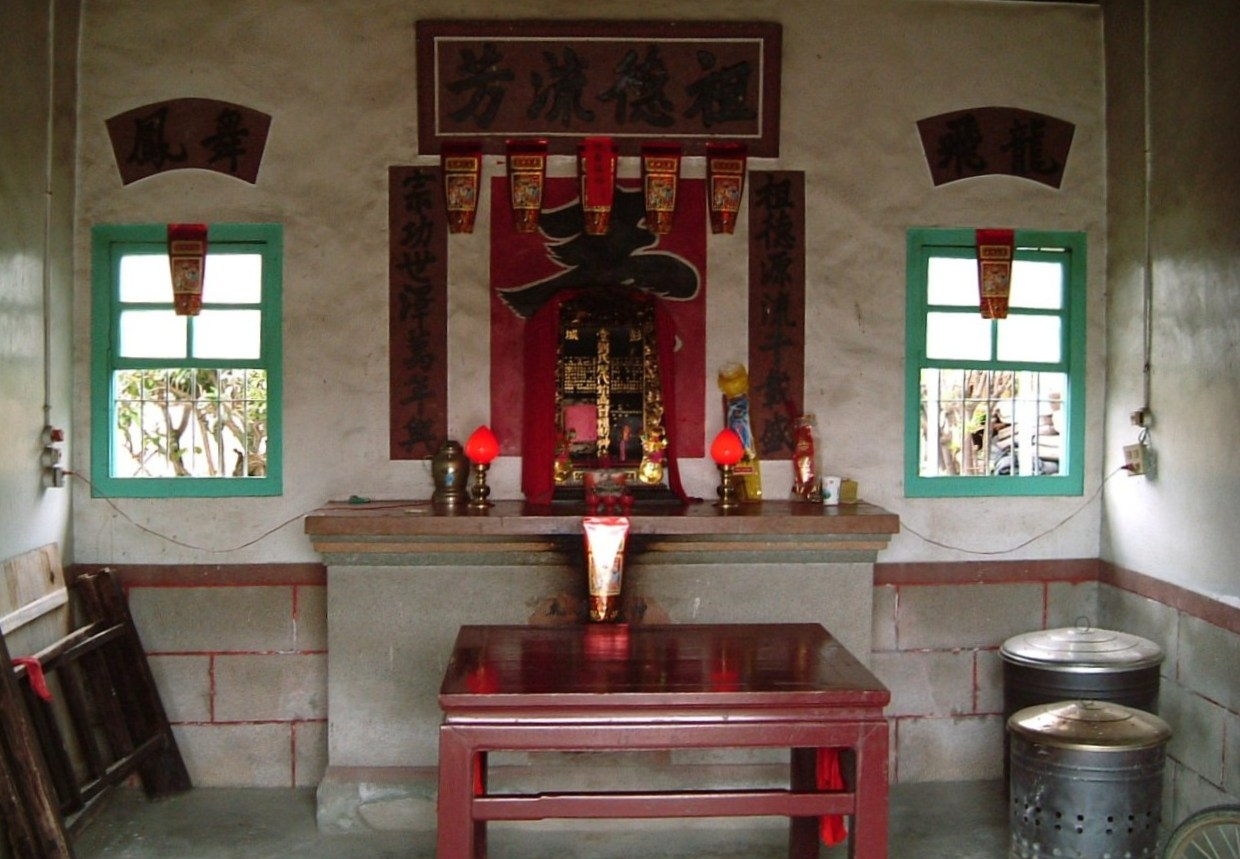
Табличка в Тайвані
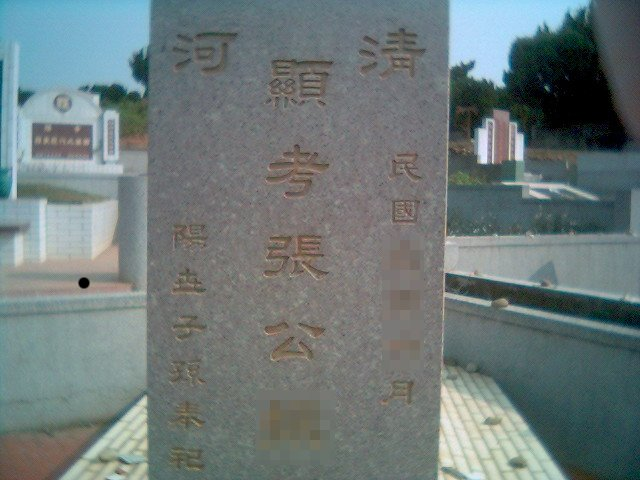
Табличка у формі могильного каменю (Ім'я було розмито для захисту)
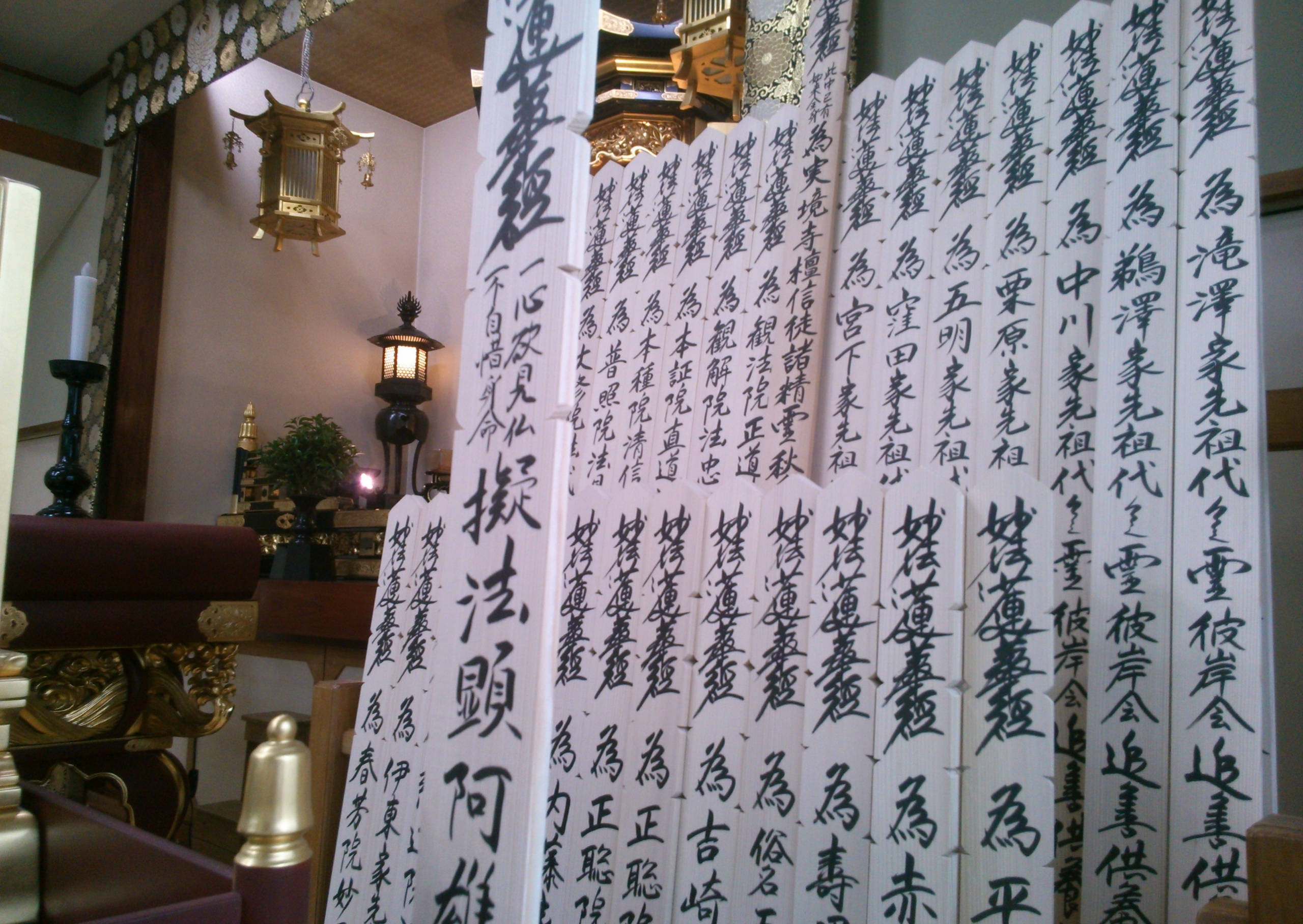
Пам'ятні таблички в буддизмі
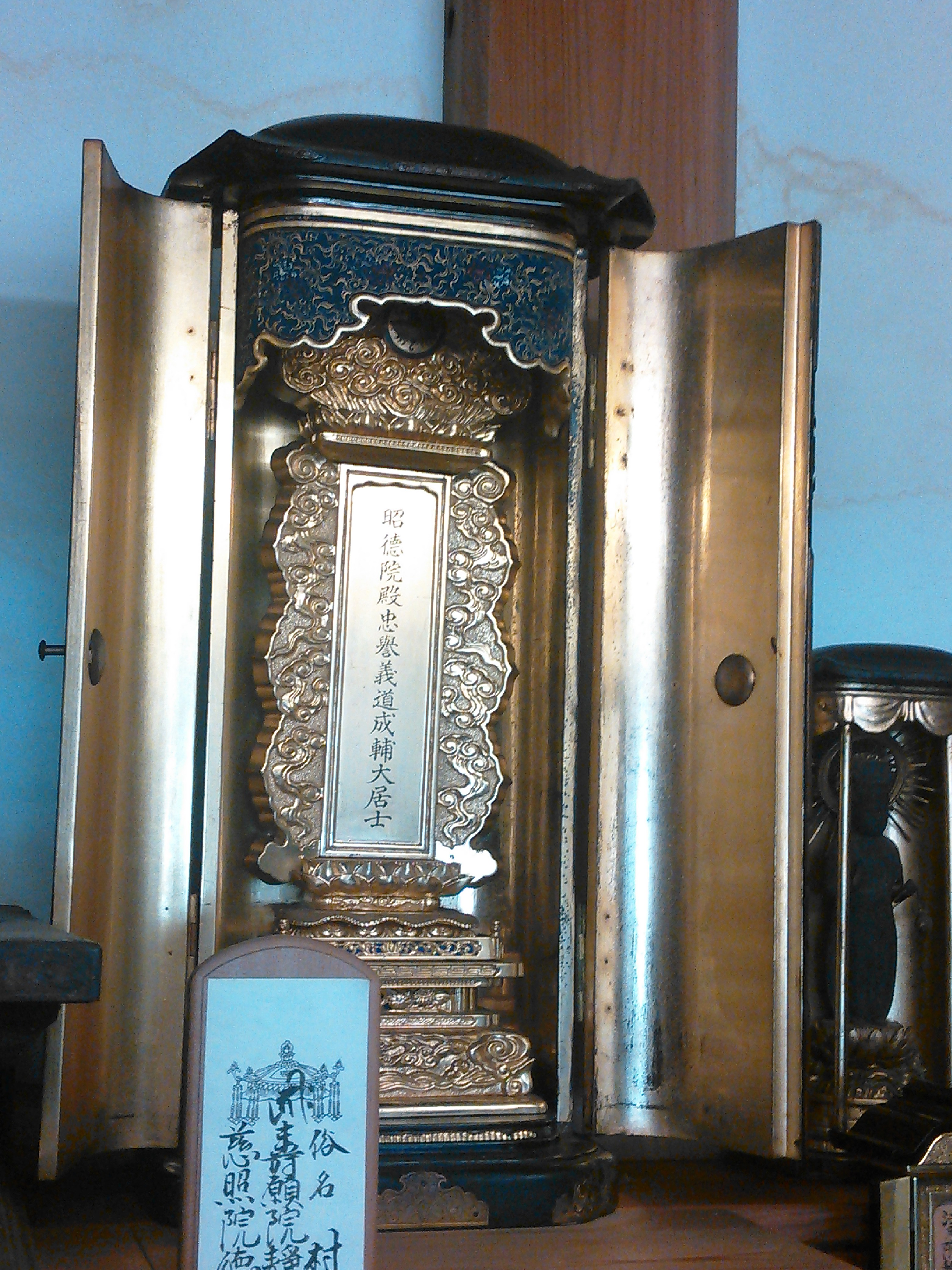
Японська табличка духів у Буцудан
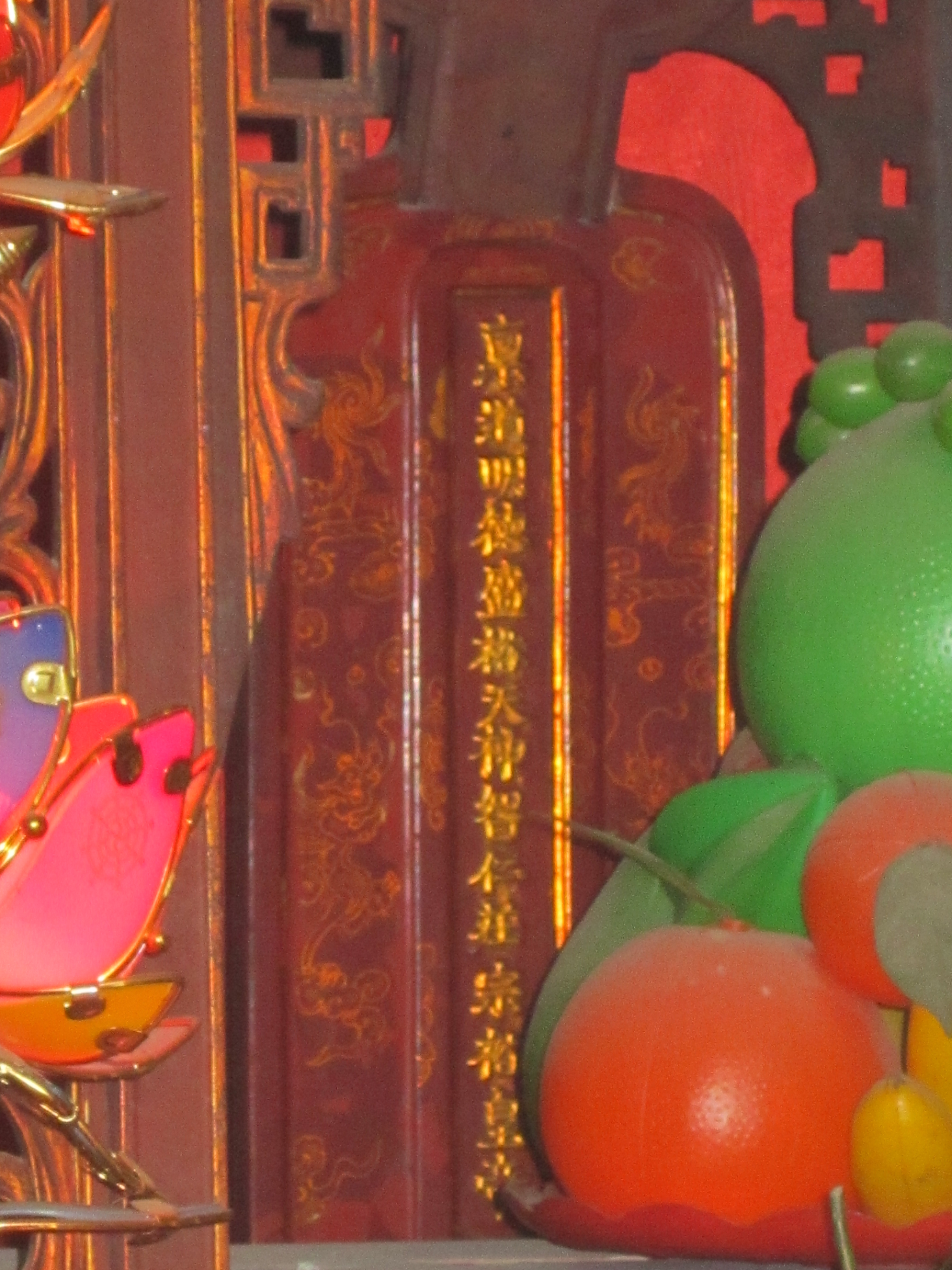
В'єтнамська табличка духів, присвячена імператору Ле Транг Тонг
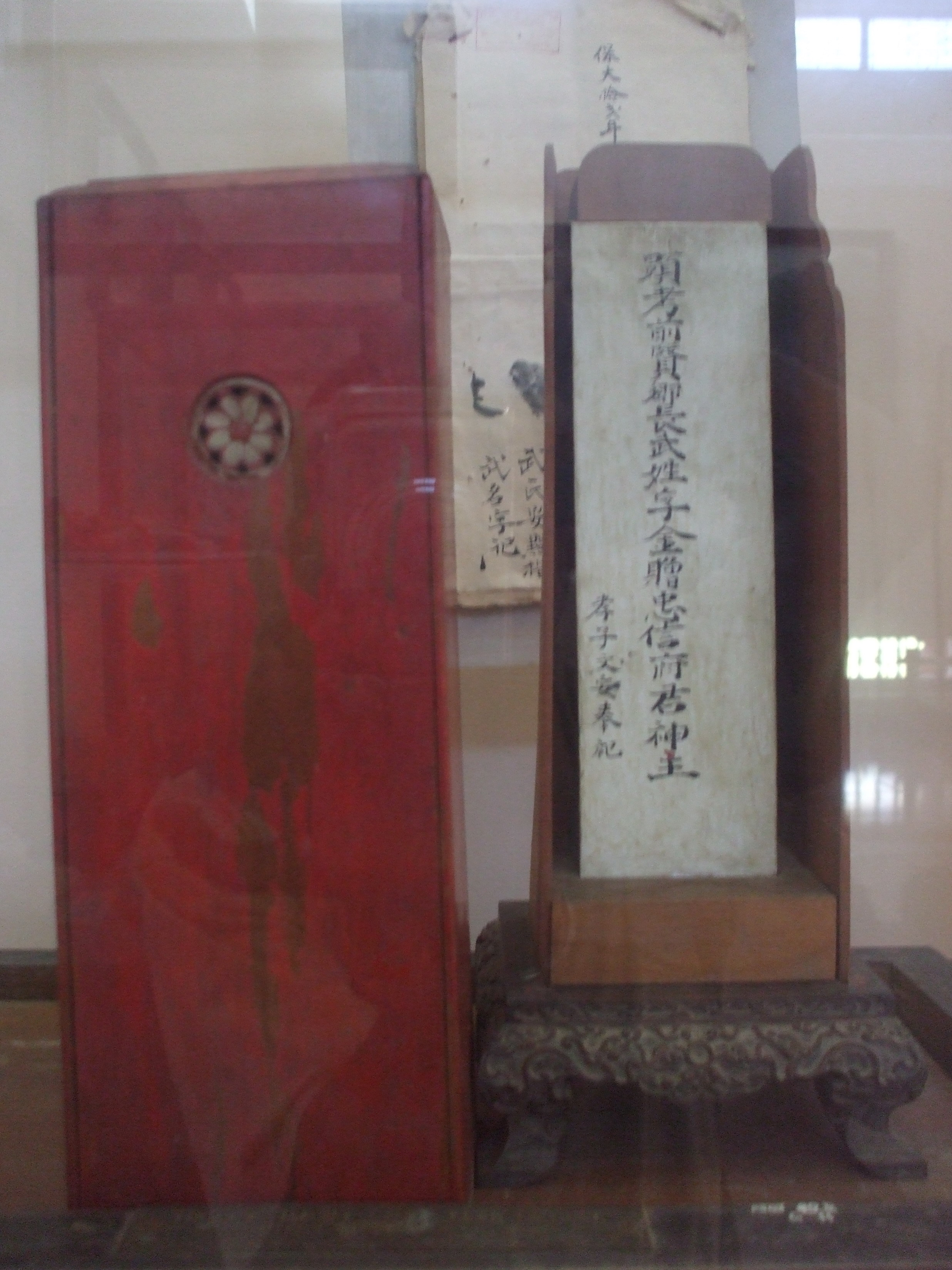
В'єтнамська табличка, присвячена Võ Văn Dũng
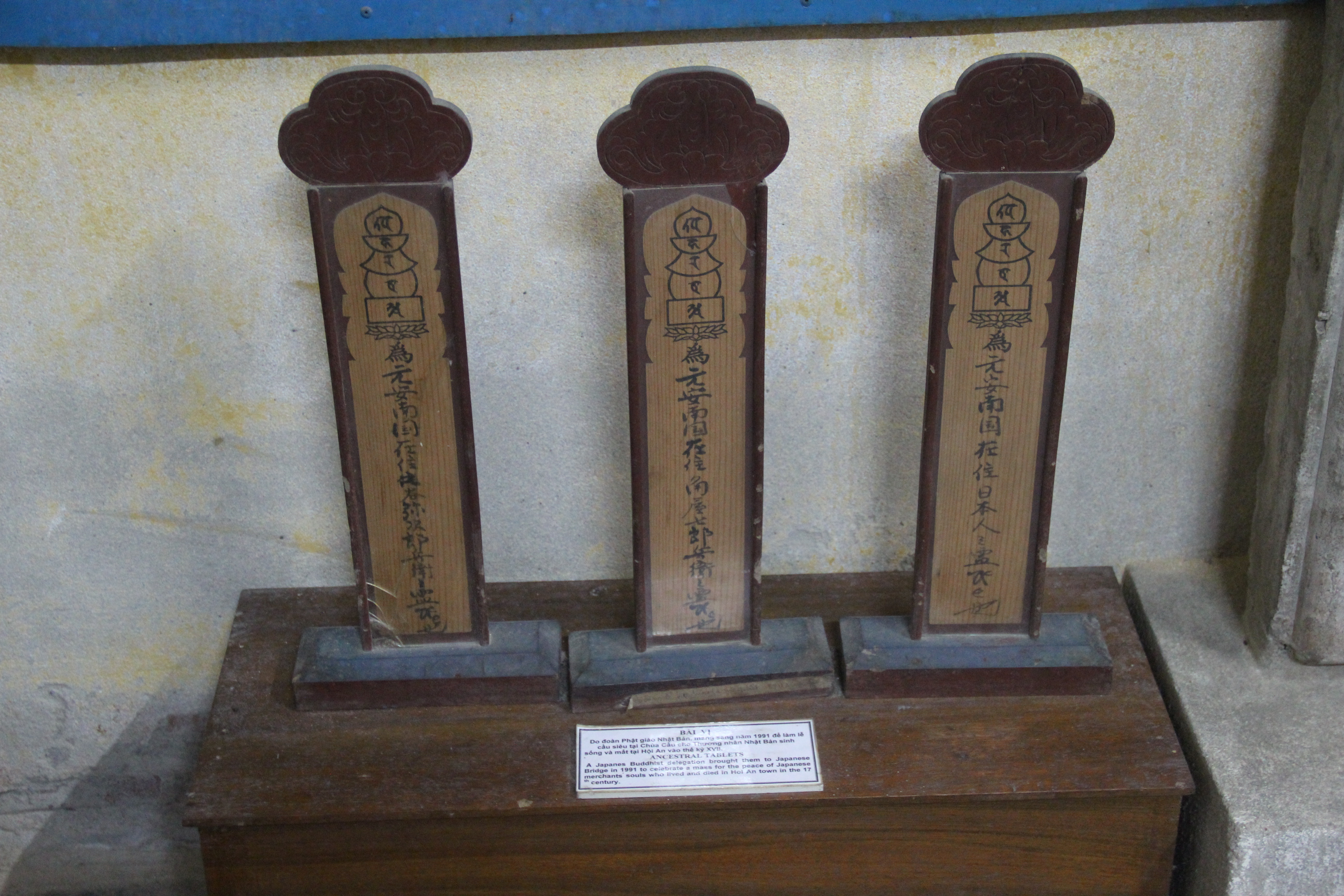
В'єтнамська табличка, присвячена предкам у Гоїані